# Accidente del Convair CV-440 de Swissair en 1956
El accidente del Convair CV-440 de Swissair en 1956 se produjo cuando un Convair CV-440 de Swissair se estrelló en un vuelo de entrega intercontinental de San Diego a Zúrich con escalas en Nueva York, Gander y Shannon Town el 15 de julio de 1956. Durante la aproximación final al Aeropuerto Internacional de Shannon, los pilotos perdieron el control del avión, que se estrelló contra el suelo y se desintegró. Los cuatro ocupantes del avión murieron en el accidente.

## Antecedentes

### Aeronave
El avión en cuestión era un Convair CV-440-11 nuevo, construido en junio de 1956 y certificado el 10 de julio de 1956, que fue adquirido por Swissair el 11 de julio de 1956 con la matrícula HB-IMD. Tenía 33 horas de vuelo en el momento del accidente.

### Ocupantes
Como se trataba de un vuelo de entrega, a bordo del avión sólo había una tripulación de cuatro personas.

## Cronología del vuelo
El Convair despegó de San Diego el 12 de julio a las 04:07 GMT para su vuelo de entrega. Dos días después, el 14 de julio, el avión despegó de Nueva York a las 12:40 y llegó a Gander a las 16:59 del mismo día. Tras una breve escala, despegó a las 17:48 hacia el Aeropuerto Internacional de Shannon. Tras una travesía rutinaria del Atlántico sin incidentes, se emitió autorización de aproximación a Shannon a las 0:08. Luego se ordenó a los pilotos que realizaran bucles de espera mientras otras cuatro aeronaves en la zona ya estaban esperando para aterrizar. A las 01:25, los pilotos iniciaron una aproximación controlada en tierra sobre la pista 23, que continuaron hasta que pudieron hacer contacto visual con el suelo. Luego cambiaron a una aproximación a la pista 05. Durante el viraje para la aproximación final, el avión, que tenía un ángulo de alabeo pronunciado, de repente comenzó a caer. El Convair se estrelló contra el suelo a la 01:35 hora local, muriendo sus cuatro ocupantes.

## Causa probable
Luego de concluidas las investigaciones, se concluyó que el accidente de la aeronave probablemente se debió a un error de cálculo del capitán, que provocó que se realizara un viraje anormalmente brusco para la aproximación final, lo que provocó que la aeronave perdiera el control y se estrellara contra el suelo. Se identificaron como posibles factores contribuyentes que la tripulación no tenía suficientes puntos de referencia visual para realizar tal maniobra a baja altitud durante la noche y que los pilotos habían visto afectado su juicio y capacidad de actuar debido a su largo tiempo de servicio.